# Olympiska sommarspelen 1976
Olympiska sommarspelen 1976 var de tjugoförsta moderna olympiska spelen och hölls i Montréal i Kanada mellan den 17 juli och 1 augusti 1976. Cirka 3,2 miljoner åskådare såg tävlingarna på plats. 
Tävlingarna drabbades av en bojkott initierad av Tanzanias statschef Julius Nyerere. De afrikanska nationerna protesterade mot Nya Zeelands deltagande i spelen, eftersom det nyzeeländska rugbylandslaget hade turnerat i Sydafrika. Trots att rugbyfotboll inte var olympisk sport och trots att Sydafrika varit uteslutet från OS sedan 1964 sattes bojkotten i verket efter att IOK hade vägrat ett utesluta Nya Zeeland från spelen. 22 afrikanska länder (bland dem löparnationerna Kenya och Etiopien), tillsammans med Guyana, uteblev från spelen.

## Val av arrangörsort

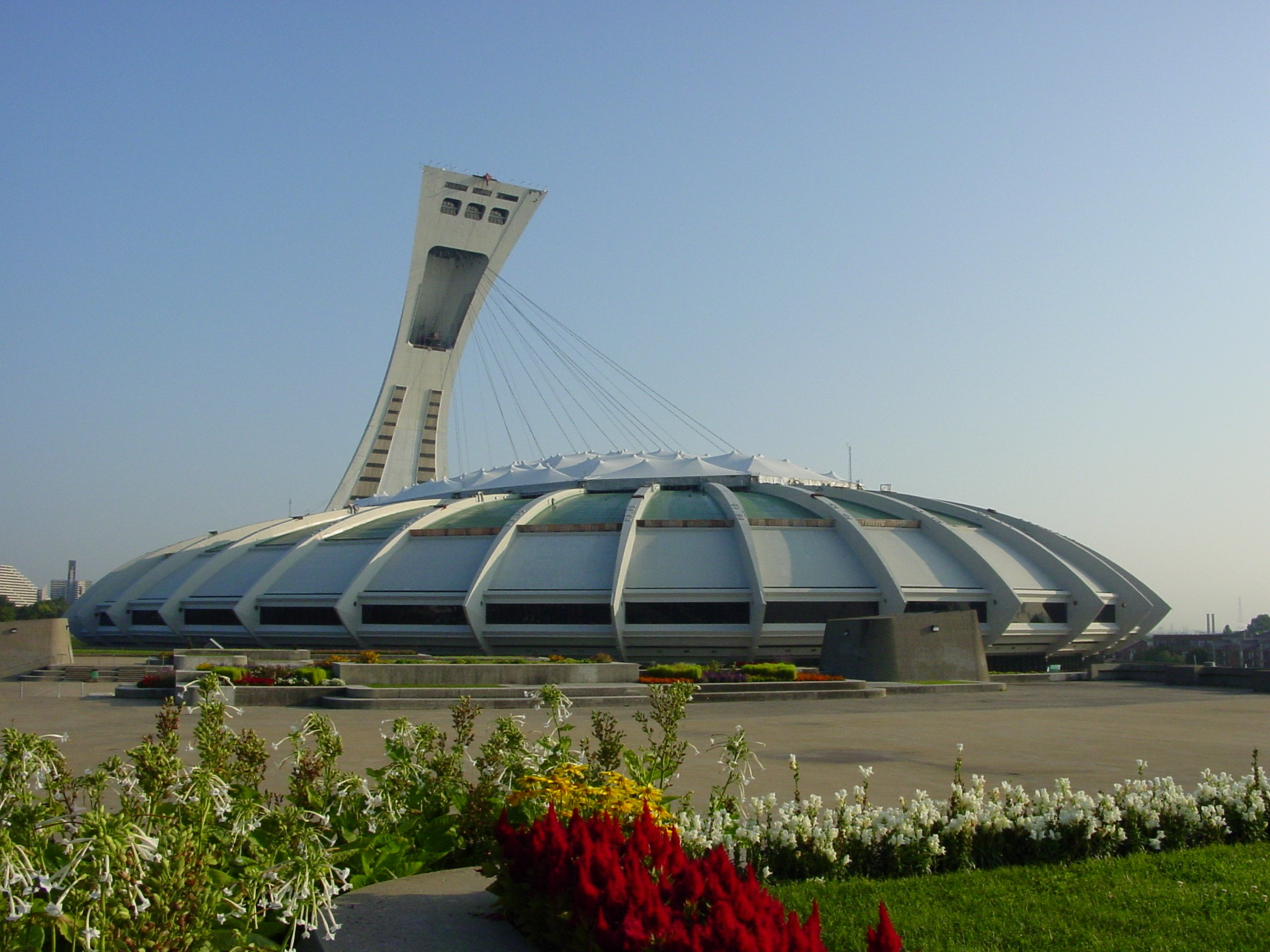
Olympiastadion, 2004.

Storstaden Montréal i östra Kanada valdes till arrangörsstad den 12 maj 1970, vid IOK-mötet i nederländska Amsterdam. Los Angeles och Moskva (storstäder i varsin global supermakt) sågs som större favoriter till att vinna kampen om arrangerandet, men många mindre länder stödde istället den relativt neutrala kandidatorten från Kanada. Los Angeles förlorade i den första omröstningsomgången, medan Montréal vann den andra och avgörande omröstningen. Senare skulle Moskva och Los Angeles istället komma att ta hand om arrangemangen av sommar-OS 1980 respektive 1984.
Inför urvalet av arrangörsort försökte Toronto att försöka få ta hand om arrangemanget för tredje gången. Man lyckades dock inte övertyga Kanadas olympiska kommitté att stödja kandidaturen, och kommittén förordade istället Montréal som kandidatort.

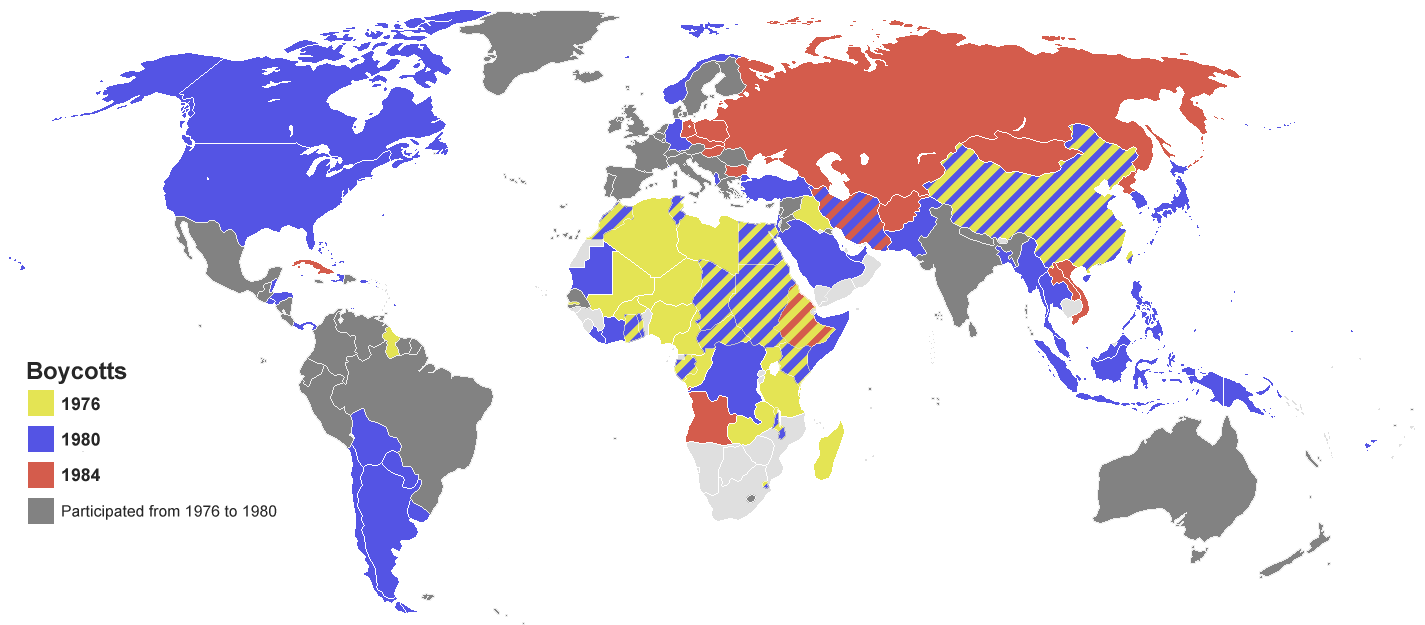
Olympiska sommarspelen var under 1970-talet och 1980-talet svårt drabbade av diverse politiska bojkotter.

## Arrangemang och viktiga inslag
Föregående sommarspel i München hade drabbats av både bojkotter och en massaker (av judiska idrottare), och IOK hade stora förhoppningar inför 1976 års arrangemang. Montréal-OS hade dock en rad egna problem, inklusive valet av arrangörsstaden att satsa stora pengar på stora arenabyggen (vilket gjorde staden och dess skattebetalare skuldsatta för lång tid framåt). Många av tävlingsanläggningarna stod inte färdiga i tid eller fördyrades avsevärt, och den påkostade velodromen stod efter OS i stort sett oanvänd.
OS-arrangemanget i Montréal blev i den kanadensiska pressen kallad en mångmiljarders cirkus. Stadens borgmästare Jean Drapeau, som legat bakom många av de omdiskuterade satsningarna inför spelen, fick hård kritik.
Under tävlingarna utkämpades kamper i 21 (eller 22) olika sporter, i totalt 198 grenar. På grund av den afrikanska OS-bojkotten deltog endast 92 länder, vilket var 29 länder färre än fyra år tidigare. Totalt samlades 6 028 idrottare, varav 116 kom från Sverige.
För första gången öppnades basket, handboll och rodd för damer.
I simgrenarna vann USA:s herrar elva av tolv grenar (varav tio på världsrekordtid). På damsidan var Östtyskland dominant, med elva av tretton grensegrar.
Sovjets brottare var av högsta klass. Man hade tjugo tävlande, varav arton tog medalj – därav tolv guld.

### Framstående tävlande (urval)
Nadia Comăneci, 14-årig gymnast från Rumänien, fick sammanlagt sju gånger 10,0 i gymnastik och tog tre guld.
Klaus Dibiasi, italiensk simhoppare, tog sin tredje raka guldmedalj i höga hopp.
Viktor Sanejev, sovjetrysk trestegshoppare, tog sin tredje raka guldmedalj.
Miklós Németh, ungersk spjutkastare, följde i sin fars fotspår. Fadern Imre Németh tog guld i slägga 1948.
Alberto Juantorena, Kuba, vann såväl 400 m som 800 m.
Lasse Virén, Finland, vann 5 000 m och 10 000 m. Han försvarade därigenom sina segrar från 1972.
Sveriges Bernt Johansson vann linjeloppet på cykel efter att ha gjort ett avgörande och (åtminstone i Sverige) mycket uppmärksammat ryck. Från linjeloppet på cykel kablades bilder ut över hela världen där han ensam körde mot mål eskorterad av en mängd motorcykelpoliser. Dess formationskörde som ett V-tecken framför honom.

### Andra viktiga händelser
Boxaren Payao Poontarat tog första OS-medaljen någonsin för Thailand. Det blev en bronsmedalj i lätt flugvikt.
USA vann dubbelseger på 400 m häck för herrar genom Edwin Moses (svart) och Michael Shine (vit). Inga rasmotsättningar förekom dock, utan efteråt sprang de båda ärevarv hand i hand.
Den sovjetiske moderne femkamparen Boris Onisjtjenko diskvalificerades efter fäktmomentet, eftersom han hade använt en specialpreparerad värja med vilken han själv kunde markera träff.

## Sporter
| - Basket - Boxning - Brottning - Bågskytte - Cykling - Fotboll - Friidrott - Fäktning | - Gymnastik - Handboll - Judo - Kanot/kajak - Landhockey - Modern femkamp - Ridsport - Rodd | - Segling - Simhopp - Simning - Skytte - Tyngdlyftning - Vattenpolo - Volleyboll |

## Medaljfördelning
| Plac. | Land          | Guld | Silver | Brons | Totalt antal medaljer |
| ----- | ------------- | ---- | ------ | ----- | --------------------- |
| 1     | Sovjetunionen | 49   | 41     | 35    | 125                   |
| 2     | Östtyskland   | 40   | 25     | 25    | 90                    |
| 3     | USA           | 34   | 35     | 25    | 94                    |
| 4     | Västtyskland  | 10   | 12     | 17    | 39                    |
| 5     | Japan         | 9    | 6      | 10    | 25                    |
| 6     | Polen         | 7    | 6      | 13    | 26                    |
| 7     | Bulgarien     | 6    | 9      | 7     | 22                    |
| 8     | Kuba          | 6    | 4      | 3     | 13                    |
| 9     | Rumänien      | 4    | 9      | 14    | 27                    |
| 10    | Ungern        | 4    | 5      | 13    | 22                    |

## Deltagande nationer
Totalt deltog 92 länder i spelen 1976. Andorra (de debuterade vid vinterspelen i Innsbruck tidigare samma år), Antigua och Barbuda och Caymanöarna debuterade vid dessa spel.
| - Amerikanska Jungfruöarna - Andorra - Antigua och Barbuda - Argentina - Australien - Bahamas - Barbados - Belgien - Belize - Bermuda - Bolivia - Brasilien - Bulgarien - Caymanöarna - Chile - Colombia - Costa Rica - Danmark - Dominikanska republiken - Ecuador - Egypten¹ - Elfenbenskusten - Filippinerna | - Fiji - Finland - Frankrike - Grekland - Guatemala - Haiti - Honduras - Hongkong - Indien - Indonesien - Iran - Irland - Israel - Italien - Island - Jamaica - Japan - Jugoslavien - Kamerun¹ - Kanada - Kuba - Kuwait - Libanon | - Liechtenstein - Luxemburg - Malaysia - Marocko¹ - Mexiko - Monaco - Mongoliet - Nederländerna - Nederländska Antillerna - Nepal - Nicaragua - Nordkorea - Norge - Nya Zeeland - Pakistan - Panama - Papua Nya Guinea - Paraguay - Peru - Polen - Portugal - Puerto Rico - Rumänien | - San Marino - Saudiarabien - Schweiz - Senegal - Singapore - Sovjetunionen - Spanien - Storbritannien - Surinam - Sverige - Sydkorea - Thailand - Tjeckoslovakien - Trinidad och Tobago - Tunisien¹ - Turkiet - Ungern - Uruguay - USA - Venezuela - Västtyskland - Österrike - Östtyskland |

¹ Egypten, Kamerun, Marocko och Tunisien deltog mellan den 18 och 20 juli, innan de drog sig ur spelen i enlighet med den omfattande bojkotten av spelen av flertalet afrikanska länder.

### Bojkottande nationer
Följande 28 länder bojkottade spelen 1976. Bojkotten var ett resultat av att IOK vägrat att utesluta Nya Zeeland från spelen på grund av att det nyzeeländska rugbylandslaget hade åkt på en turné i Sydafrika tidigare under 1976 trots att Sydafrika uteslutits från all form av internationell sport på grund av apartheidpolitiken i landet. De flesta länderna som deltog i bojkotten var afrikanska länder.
Inte heller Zaire deltog men de uppgav dålig ekonomi som anledningen till att de inte ställde upp.
Varken Folkrepubliken Kina eller Republiken Kina (Taiwan) ställde upp vid spelen på grund av konflikten rörande under vilket namn som Republiken Kina skulle tävla under. I november 1976 erkände IOK Folkrepubliken Kina som legitim representant för Kina, och 1979 började IOK referera till Republiken Kina som Kina-Taipei i enlighet med Nagoyaresolutionen. Det fick till följd att båda länderna bojkottade spelen 1976 och 1980.
| | |  |  |
| - Algeriet - Centralafrikanska republiken - Egypten - Etiopien - Gabon - Gambia - Ghana - Guyana - Irak - Kamerun - Kenya - Kongo-Brazzaville - Libyen - Madagaskar | - Malawi - Mali - Marocko - Niger - Nigeria - Sudan - Swaziland - Tanzania - Tchad - Togo - Tunisien - Uganda - Zambia - Övre Volta |  |  |